# Animism

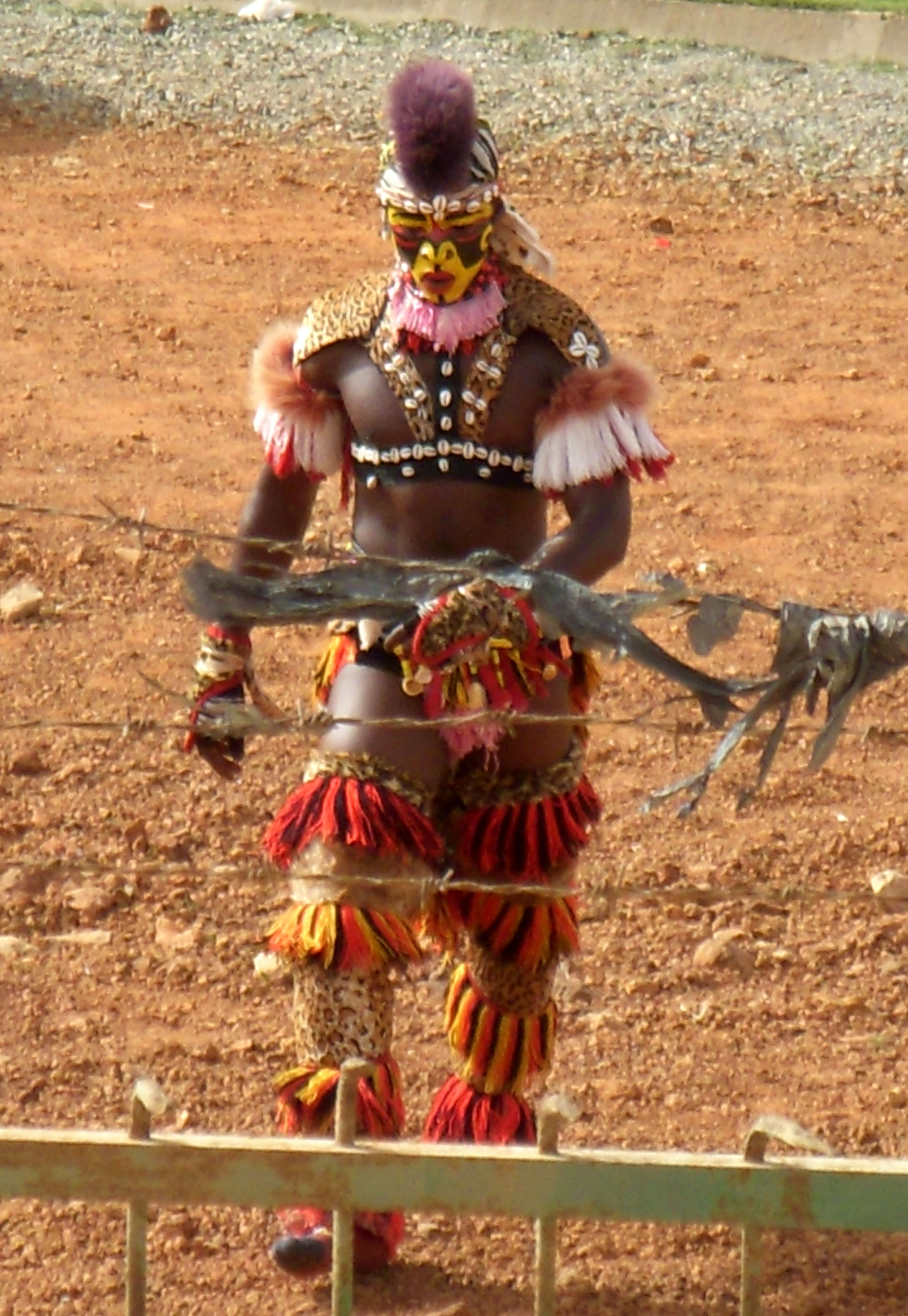
Vrăjitor din Senegal

Animismul  (latină anima „spirit” apoi „suflet”) este rezultatul gândirii omului primitiv din stadiul prereligios timpuriu, manifestat prin personificarea obiectelor și a fenomenelor naturii, precum și prin investirea acestora cu atribute umane. Termenul de animism a fost introdus de etnograful englez Edward Burnett Tylor într-un studiu apărut in anul 1871, Primitive Culture, pentru a desemna primul stadiu religios, un „minim de religie”, având ca sursă dorința omului de a-și explica fenomene enigmatice din propria viață (somnul, visele, halucinațiile, bolile) sau credința că orice om are un suflet autonom care-l poate părăsi temporar (în somn sau în leșin) sau definitiv (prin moarte).

## Animismul

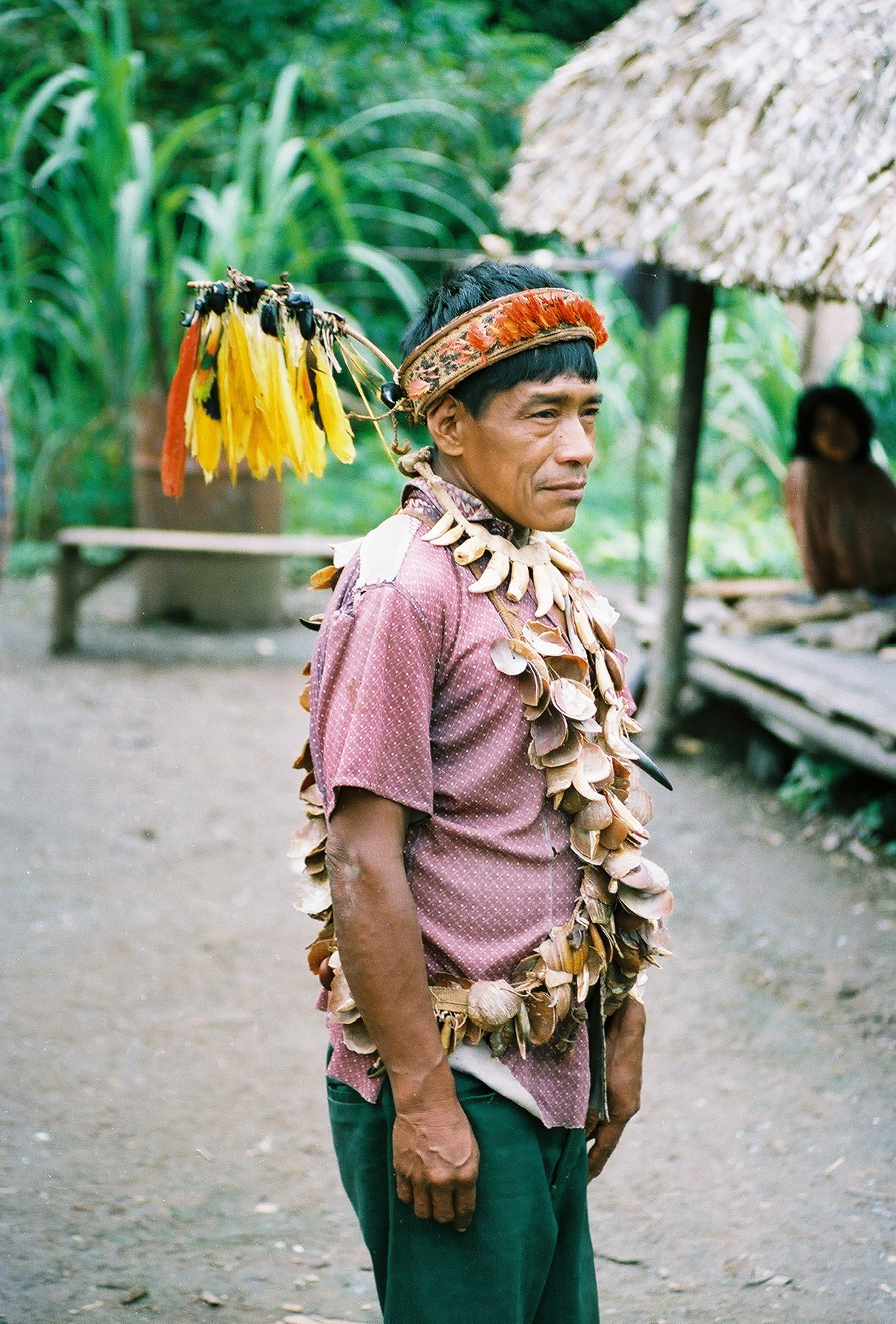
Şaman din Peru

Animismul este o formă de religie care atribuie un suflet animalelor, fenomenelor și obiectelor naturale.

## Generalități
Animismul este prezent, într-o varietate de forme de expresie și manifestare, la mai toate popoarele tribale ale lumii și influențează mult hinduismul popular și Islamul, dar și creștinismul.
Cei mai mulți practicanți ai animismului (sau tradițiilor religioase tribale) consideră că există un Dumnezeu creator care a întocmit universul în trecutul mitic. El este undeva departe și nu are nimic de-a face cu oamenii. În orice caz, există întotdeauna vreun fel de legendă sau promisiune că ei vor fi aduși, în vreun fel sau altul, înapoi la Dumnezeu. Practic vorbind, spiritele sunt cele mai importante realități ale acestor oameni în viețile lor mundane și de aceea sunt și numiți „animiști”, ceea ce înseamnă închinători la spirite. 
Există trei feluri de spirite în animism:

1. Ancestrale: spiritele strămoșilor morți, despre care se crede că sunt prezenți și se preocupă de binele respectivului trib sau familie în vreun fel.

2. Spirite ale naturii: asociate cu fenomenele naturii (tunete, furtuni, secete sau altele asemenea) și cu obiectele neînsuflețite (cum ar fi stânci, râuri, copaci etc.).

3. Animale: ei consideră că orice animal are un spirit.
Frica pătrunde și poate controla, pe întreaga durată a vieții cuiva, chiar și viețile oamenilor educați, fiindcă aproape orice poate aduce mânia vreunui spirit asupra unei persoane. Aceste spirite trebuie mereu îmblânzite pentru a nu se mânia, dar mai sunt chemate și pentru a aduce bunăstarea sau blestemul asupra cuiva. Deoarece spiritele pot locui și obiectele neînsuflețite, deseori ceea ce pare inocent, cum ar fi un cuțit găsit în apropierea casei cuiva, poate provoca teamă. Ar putea însemna că persoana a fost blestemată. Oamenii caută protecție prin brățări speciale sau alte obiecte, numite fetișuri, primite de la un vraci.
Mulți animiști care devin creștini continuă să cheme spiritele pentru a obține ajutor practic fiindcă uneori misionarii occidentali i-au lăsat cu impresia că Dumnezeul din Biblie oferă doar mântuire spirituală într-o altă lume. Atunci când se îmbolnăvesc, misionarii îi trimit la doctor; pentru problemele agricole sau cu vitele sunt trimiși la fermier. Dar ei se duc la vraci și la spiritele lor pentru a primi ajutor practic. 
Păcatul și vina sunt înțelese ca aspecte sociale și ceremoniale și sunt asociate cu răspunderile pe care le au oamenii în trib sau cu spiritele. Omul este văzut ca o parte a ciclului vieții și este o verigă a întregii creații, nu un administrator al creației așa cum învață creștinismul. Acest ciclu al vieții se întinde până la zeii ancestrali, care pot fi oamenii din mitologie ce au luat forma diverselor animale. Există deseori un animal-totem sau un obiect special al unui trib sau al familei care este sacru pentru acel zeu.
 
Războinicii, genealogiile și familia sunt foarte prețuite în aceste societăți. Ei consideră foarte important să ai copii astfel încât spiritul tău să devină un strămoș care să fie venerat și căruia să i se aducă jertfe (de obicei mâncare, pentru a nu înfometa).

## Evanghelizarea triburilor animiste
Deseori aceste grupuri tribale primesc cel mai bine Evanghelia. Religia lor constă dintr-o sumă de tradiții preluate de la generațiile anterioare, deci nu este un set de convingeri trăite cu strictețe, cum se întâmplă în religiile mai sus amintite. Spre deosebire de cele trei religii de mai sus, la religia animistă am putea spune că este un vid conceptual (sistemul teologic / filozofic lipsește). Tocmai de aceea tribalii sunt mai ușor de abordat, având în vedere și natura lor ospitalieră (în cele mai multe cazuri) și curioasă. În India, de exemplu, tribalii vin la Domnul Isus în număr mare. Tocmai de aceea creștinismul este numit religia robilor, a săracilor, a celor excluși din societate. Tribalii sunt în afara castelor recunoscute (harijen - denumire dată de Gandhi acestora, care înseamnă „fiii lui Dumnezeu”).

## Omonimie în medicina secolului al XVIII-lea
Nu trebuie să apară confuzia dintre termenul animism, care este o  formă de "religie", pe care îl analizează articolul de față și termenul animism, care este o "doctrină fiziologico-medicală a lui Stahl, care explică faptele vitale prin intervenția sufletului; vitalism".
Cei mai importanți filozofi care au avut concepții animiste sunt:
- Platon (c. 427 - c. 347 i.Hr.)
- Aristotel (384 - 322 i.Hr.)
- Georg Ernst Stahl (1659 - 1734)
- Friedrich Schelling (1775 - 1854).